# Кручів
Кручів (словац. Kručov) — село в Словаччині, Стропковському окрузі Пряшівського краю. Розташоване в північно-східній частині Словаччини.
Уперше згадується у 1390 році. Старіша назва Руський Кручів. 

## Пам'ятки
У селі є греко-католицька церква святої Параскеви, великомучениці з 1783 року в стилі пізнього бароко, перебудована в 1945 році та в 70—их роках 20 століття, з 1988 року національна культурна пам'ятка. У селі є ще православна церква святої Параскеви, великомучениці з 21 століття.

## Населення
| Рік:            | 1994. | 2004.   | 2014.   | 2024.   |
| --------------- | ----- | ------- | ------- | ------- |
| Кількість осіб: | 249   | 234     | 218     | 202     |
| Різниця:        |       | -6,02 % | -6,83 % | -7,33 % |

| Рік:            | 2023. | 2024.   |
| --------------- | ----- | ------- |
| Кількість осіб: | 201   | 202     |
| Різниця:        |       | +0,49 % |

В селі проживає 228 осіб.
Національний склад населення (за даними останнього перепису населення — 2001 року):
- словаки — 92,98%
- русини — 6,20%
- українці — 0,41%
- чехи — 0,41%

Склад населення за приналежністю до релігії станом на 2001 рік:
- греко-католики — 74,38%,
- православні — 19,83%,
- римо-католики — 5,79%,